# غرم سالار رضا (غرمسار كرمان)
غرم سالار رضا (بالفارسية: گرم سالار رضا) هي قرية تقع في إيران في قسم غرمسار الریفي. يقدر عدد سكانها بـ 694 نسمة .